# グスタフ・イェナー

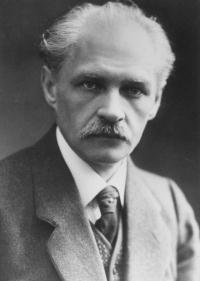
グスタフ・イェナー

グスタフ・（ウーヴェ・）イェナー（Gustav Uwe Jenner, 1865年12月3日 北海のズュルト島カイトゥム出身 - 1920年8月29日 マールブルクにて没）は、ドイツの作曲家・指揮者・音楽教師。ブラームスに公式に師事した唯一の弟子として名を残している。イェナーの父親はスコットランド出身の医師で、種痘の発見者エドワード・ジェンナー（姓の綴りがJenner）や、エディンバラのプリンス・ストリートにあるアールヌーヴォー様式のデパートの創業者と縁続きであると言い張っていた。

## 生涯
キールに在学中に独学で音楽の学習と作曲を始めるが、1884年に父親が女性患者を手篭めにしたと疑われたことを苦に自殺する。その後に詩人クラウス・グロートの面識を得て、その計らいによってハンブルクでブラームスの旧師エドゥアルト・マルクセンに師事することができた。今度はマルクセンがイェナーをブラームスに引き合わせ、1888年2月から1895年までウィーン国立音楽院でブラームスと、その個人秘書で音楽学者のオイゼビウス・マンディチェフスキの指導を受ける。ブラームスはイェナーの習作に対して容赦ない批判を浴びせたものの、イェナーの懐具合をたいへん心配し、ウィーン楽友協会の秘書に任命したり、1895年にはマールブルク大学の音楽監督兼指揮者に就任できるように掛け合ってくれた。イェナーはその後も、ブレスラウやベルリンなどからもっと名誉のある地位が提供されたものの、それらを断ってマールブルク大学に留任し続けた。
イェナーは作曲家として室内楽に専念し、3つの弦楽四重奏曲やピアノ四重奏曲、クラリネットとホルン、ピアノのための三重奏曲、3つのヴァイオリン・ソナタやクラリネット・ソナタなどを遺した。このほかに合唱曲や声楽曲、ピアノソナタ1曲もある。管弦楽曲はセレナード1曲と交響曲の2つの断章（アダージョとフィナーレ）のみが残されている。きわめて保守的な作曲家であり、ブラームスの強烈な刻印をとどめているものの、独自の表現も認められ、つねに巧みに労作されている。
1905年にブラームスに関する2巻の回想記『ブラームス、人として教師として芸術家として Brahms als Mensch, Lehrer und Künstler』を上梓。独自な視点からブラームス像を描き出しており、貴重な資料となっている。その抜粋は、音楽学者ウォルター・フリッシュ編集の『ブラームスの世界  Brahms and His World』（1990年 プリンストン、ISBN 0691027137）において読むことができる。